# Centre-nature ASPO de La Sauge

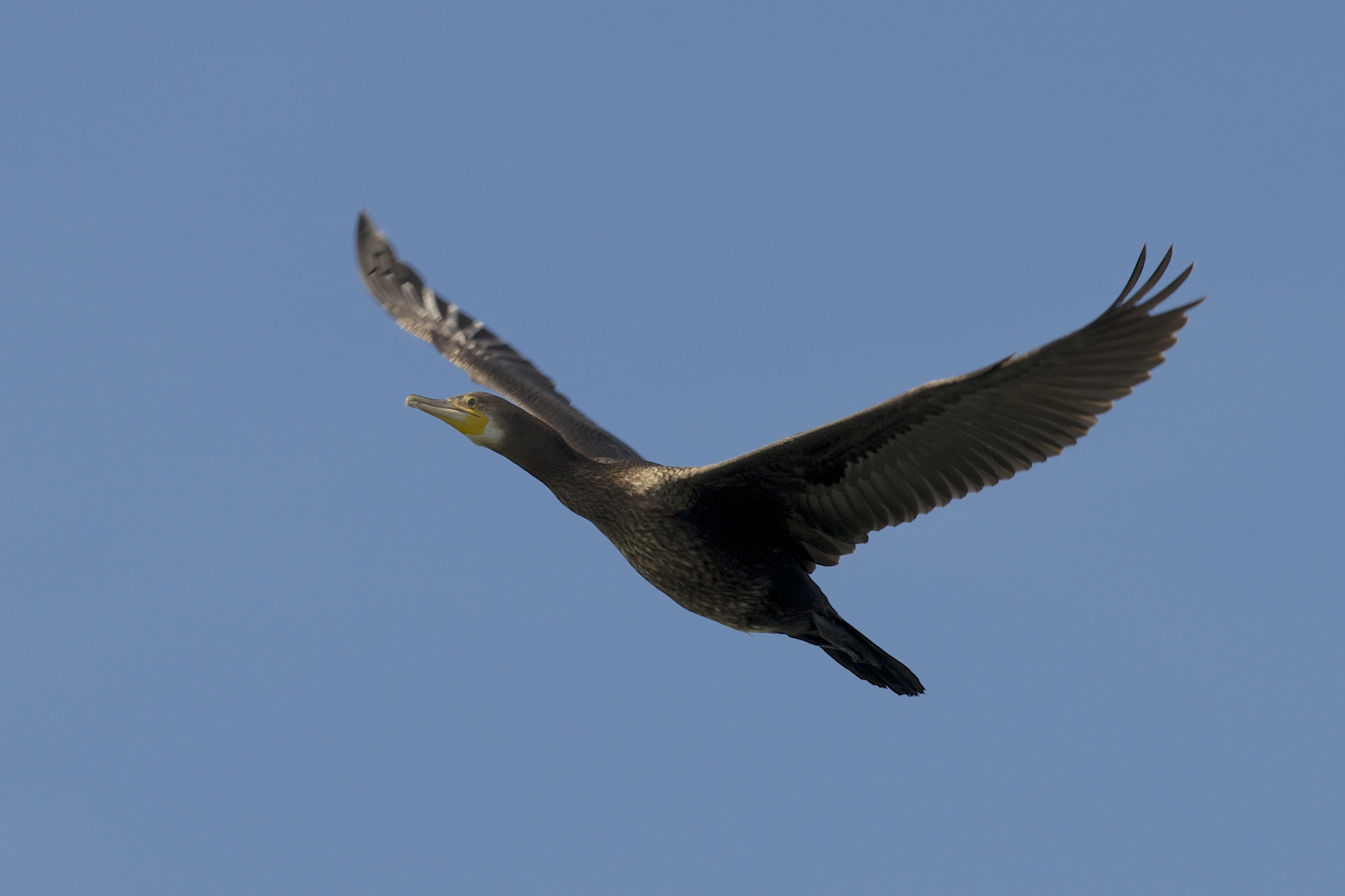
Un grand cormoran en vol à Cudrefin.

Le Centre-nature Birdlife de La Sauge est un centre d'observation et d'éducation de Birdlife Suisse. Il est situé à Cudrefin aux abords des deux plus importantes réserves suisses de protection des oiseaux, le Fanel et le Chablais de Cudrefin.

## Description
Située au bord du lac de Neuchâtel, cette réserve naturelle propose un parcours à travers une variété de biotopes : des étangs, une forêt alluviale et des prairies fleuries.

## Activités
Il propose une exposition permanente sur la Grande Cariçaie, une exposition temporaire, un laboratoire écologique, des projections multimédia et un parcours extérieur de 500 mètres équipé de trois observatoires spéciaux (hides) destinés à favoriser l'observation de la faune sans la perturber.

## Hébergement
L'auberge de La Sauge, située à côté du centre-nature, propose restauration, 12 chambres d'hôtel et salles de séminaire.